# Grundschule Parkschule Ehringsdorf

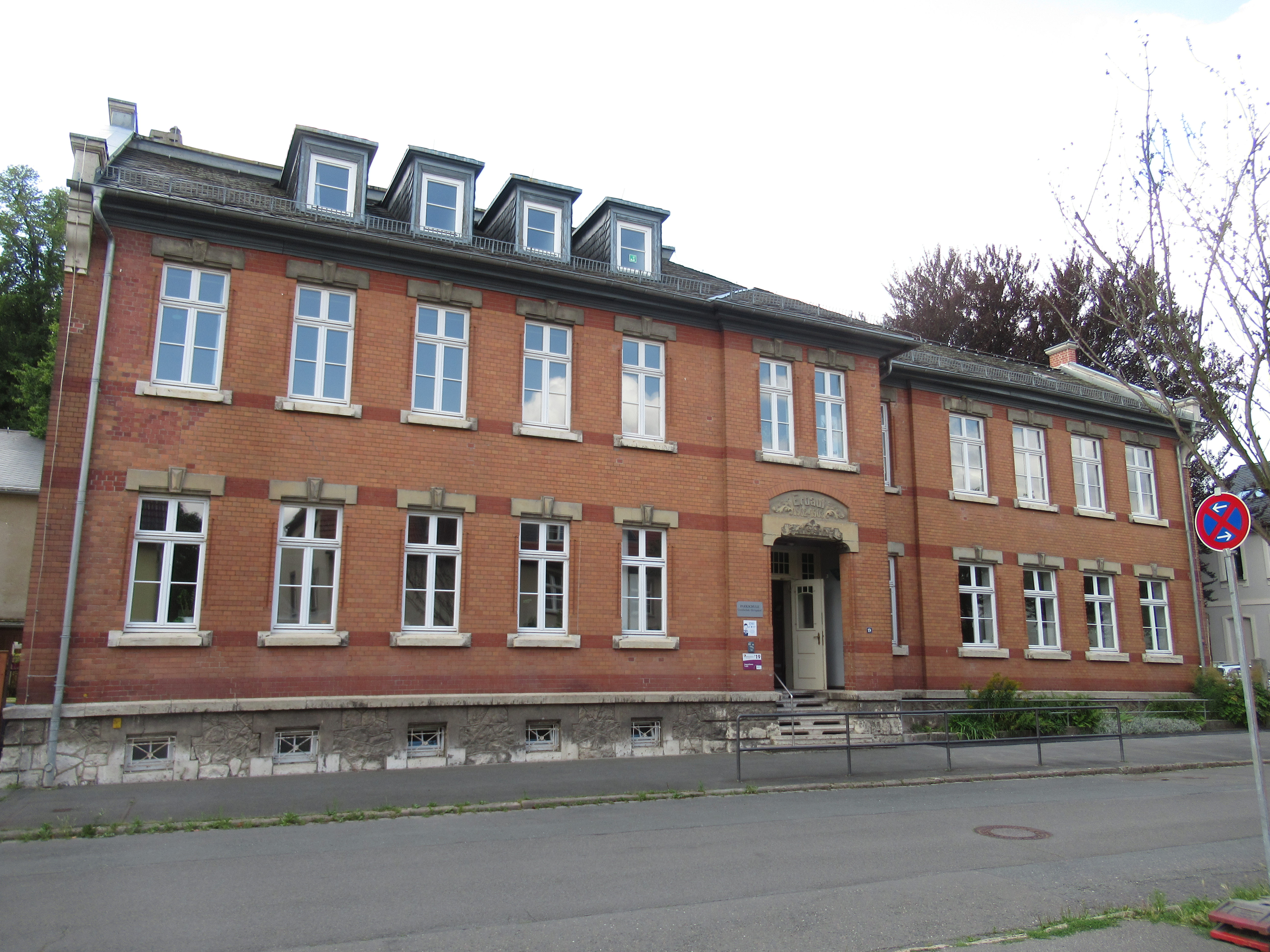
Parkschule in Ehringsdorf

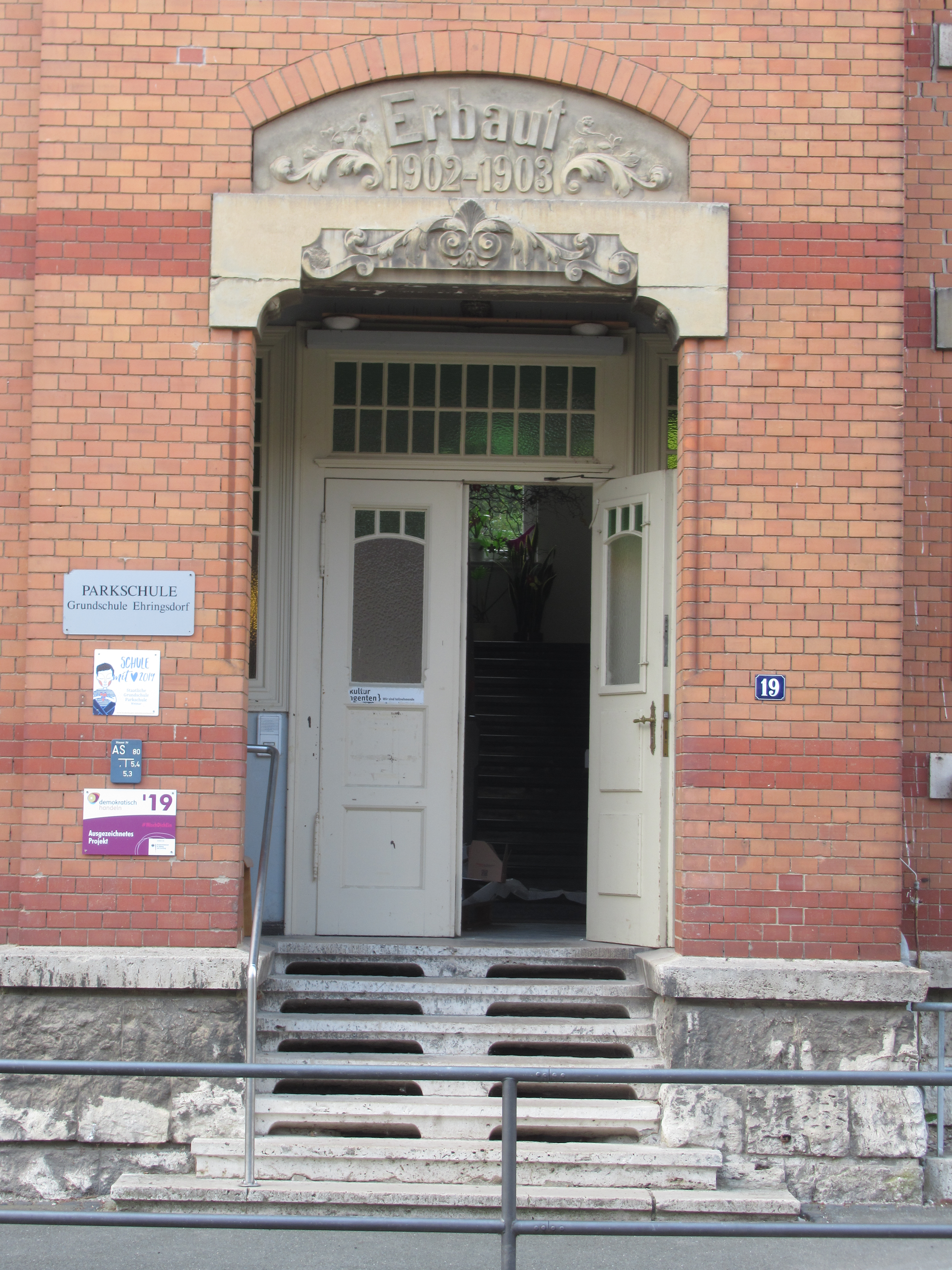
Haupteingang

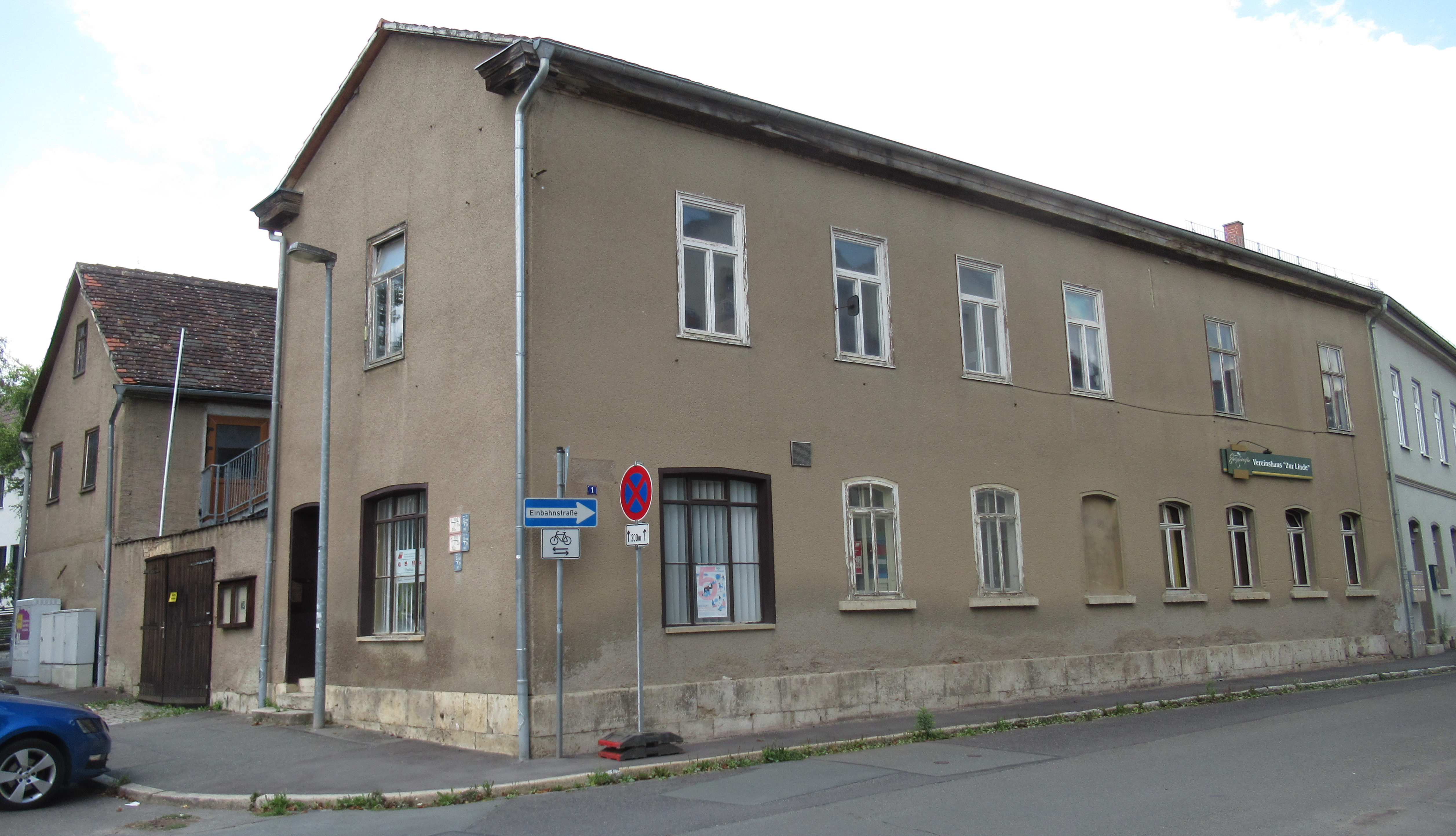
Vereinshaus „Zur Linde“ (diente zwischendurch als Schulhort)

Die Grundschule Parkschule Ehringsdorf (auch Parkgrundschule Ehringsdorf oder Park-Grundschule Ehringsdorf) im Weimarer Ortsteil Ehringsdorf, Weimarische Straße 19/21, steht auf der Liste der Kulturdenkmale in Ehringsdorf.

## Geschichte
Der Vorgängerbau der heutigen Schule stand Anfang des vergangenen Jahrhunderts neben der Dorfkirche am Schulplatz, dem heutigen Anger. Die Schule hatte nur einen Klassenraum, in dem alle Schüler bis zur Klassenstufe 8 gemeinsam unterrichtet wurden (einklassige Schule), sowie eine Lehrerwohnung. Wegen der wachsenden Einwohnerzahl Ehringsdorfs wurde ein Schulneubau erforderlich. Der Neubau wurde von 1902 bis 1903 als Ziegelbau errichtet. Über dem Eingang ist das Erbauungsjahr auch zu lesen. Das benachbarte Gebäude ist das einstige Lehrerwohnhaus mit Unterrichtsräumen im Erdgeschoss. Es wurde von den Schulkindern „Hexenhaus“ genannt. Im jetzigen Wohnhaus Anger 2 befand sich die alte Schule. Der zur Schule gehörende Hort befand sich im Vereinshaus „Zur Linde“. Zu DDR-Zeiten hieß die Schule POS „Ernst Thälmann“ und behielt den Namen bis 1991.
Die Schule selbst wurde unter Förderung des am 14. Mai 1992 gegründeten Förderverein der Grundschule Parkschule durch Eltern, Lehrer und Erzieher von 1993 bis 1995 umfassend saniert, das Lehrerwohnhaus wurde ab 2002 saniert. 2009 wurde die Schule mit einem eingeschossigen Neubau ergänzt mit einem Hort und einer Mensa. Seit 2009 ist die Hufeland-Träger-Gesellschaft Weimar die Eigentümerin.
Im Jahr 2019 zeichnete die Bundesvereinigung Kulturelle Kinder- und Jugendbildung die Weimarer Park-Grundschule für ihre Laube der Fantasie mit dem bundesweit ausgelobten „Mixed-up-Preis“ aus.